# Fundação Energia e Saneamento
A Fundação Patrimônio Histórico da Energia e Saneamento, mais conhecida como Fundação Energia e Saneamento, é uma instituição sem fins lucrativos brasileira criada em 6 de março de 1998 e voltada à pesquisa, preservação e divulgação do patrimônio histórico e cultural dos setores de energia e de saneamento ambiental.  Inicialmente fundada com a finalidade de preservar a memória e o patrimônio do gás e da eletricidade no Estado de São Paulo, incorporou a temática do saneamento à sua missão em 2004. 
Sediada em São Paulo – SP, no bairro dos Campos Elíseos, a instituição atua por meio de um Núcleo de Documentação e Pesquisa (NDP), responsável pelo tratamento do acervo arquivístico e bibliográfico sob sua guarda, e de uma na Rede Museu da Energia, que integra museus em São Paulo (Museu da Energia de São Paulo), Itu (Museu da Energia de Itu) e Salesópolis (Museu da Energia de Salesópolis). Também realiza ações por meio de parcerias, projetos e serviços nas áreas de educação e cultura.
A instituição detém o maior acervo histórico a respeito da eletrificação do Estado de São Paulo, composto por mais de 1.600 metros lineares de documentos técnicos e gerenciais, 260 mil documentos fotográficos, 3.500 objetos museológicos, 50 mil títulos na biblioteca, além de documentos cartográficos, audiovisuais e sonoros, reunidos a partir de meados do século XIX e provenientes de diversas companhias de energia. Os documentos oferecem subsídios para pesquisas sobre energia, saneamento, assim como temas relacionados ao processo de urbanização e industrialização no Brasil.
Também integram o patrimônio da Fundação quatro pequenas centrais hidrelétricas (PCHs) –  as Usinas-Parque de Salesópolis, Rio Claro, Brotas e Santa Rita do Passa Quatro, algumas com áreas remanescentes de Mata Atlântica –,  e dois imóveis urbanos em Itu e Jundiaí.

## Histórico
Nos anos 1980, algumas empresas energéticas estaduais paulistas passaram a desenvolver ações voltadas para a memória empresarial, visando a preservação e divulgação de seu patrimônio histórico. Por exemplo, na estatal Eletropaulo – herdeira do acervo da empresa canadense The São Paulo Tramway, Light & Power Co. Ltd., estabelecida na Capital em 1899 –, foi criado em 1983 um Departamento de Patrimônio Histórico.
A partir de 1995, com o Programa Estadual de Desestatização (PED), as empresas do setor elétrico entraram em um processo de privatização, o que levou a Secretaria do Estado da Energia a analisar qual seria a destinação dada a esse patrimônio. Em 1996, a Secretaria criou um grupo de trabalho para realizar um levantamento do acervo histórico das empresas energéticas paulistas vinculadas àquela Secretaria e avaliar a relevância deste acervo.
A partir das recomendações propostas no GT, em janeiro de 1997 foi criado um grupo executivo para organizar e viabilizar uma fundação de direito privado, com o acervo recebido em doação das empresas energéticas então sob controle acionário do governo estadual paulista, sucedidas pelas empresas Eletropaulo Metropolitana Eletricidade de São Paulo S.A., Bandeirante Energia S.A., Empresa Paulista de Transmissão de Energia Elétrica S.A. – EPTE, Empresa Metropolitana de Águas e Energia S.A – EMAE, Companhia de Gás de São Paulo – Comgás, Companhia Energética de São Paulo – Cesp, Elektro – Eletricidade e Serviços S.A., Duke Energy International Geração Paranapanema S.A., Companhia de Geração de Energia Elétrica Tietê e Companhia de Transmissão de Energia Elétrica Paulista. 
Em 6 de março de 1998, a "Fundação Patrimônio Histórico da Energia de São Paulo" foi instituída pelas empresas energéticas inseridas no Programa Estadual de Desestatização - Lei Estadual n° 9.361, de 5 de julho de 1996. Mais tarde, em 2004, quando a temática do saneamento foi incorporada à sua missão, a instituição passou a denominar-se Fundação Patrimônio Histórico da Energia e Saneamento.

## Acervo
O Núcleo de Documentação e Pesquisa (NDP) é responsável pela guarda, conservação e organização do acervo bibliográfico e arquivístico da Fundação Energia e Saneamento. 
Trata-se de um acervo especializado na área de energia, formado basicamente pela documentação das empresas de energia paulistas, havendo também coleções particulares reunidas por profissionais que atuaram no setor de energia e de saneamento.
Os principais conjuntos documentais foram obtidos junto às companhias Eletropaulo, CESP e Comgás. O NDP recebe a visita, anualmente, de dezenas de pesquisadores nacionais e estrangeiros, oferecendo o atendimento à pesquisa, cessão de documentação e imagens. Além disso, comercializa a reprodução de imagens para diversas instituições.
Fonte: <http://energiaesaneamento.org.br/>